# 敦化路街道
36°05′13″N 120°22′16″E / 36.0868076°N 120.3712483°E
敦化路街道是中国山东省青岛市市北区下辖的一个街道。

## 行政区划
敦化路街道下辖西吴社区、东吴社区、山东路社区、金坛路社区、伊春路社区、连云港路社区。

## 人口
2010年中国第六次人口普查时，敦化路街道共有人口43726人。共有家庭16409户，平均每户2.54人。14岁以下的少年儿童共4659人，占总人口10.65%；15-64岁人口共34423人，占总人口78.72%；65岁及以上的老年人共4644人，占总人口的10.62%。男性共计21454人，占总人口49.06%；女性共计22272，占总人口50.93%。本地居住的人口中，拥有本地户籍的人口为23098人，占52.82%。